# Nederlands kampioenschap dammen 1923
Het Nederlands kampioenschap dammen van 1923 telde vijf deelnemers. Johan Vos behaalde zijn tweede titel. De tweede plaats ging naar A. Visser. Het kampioenschap werd in Amsterdam gehouden van 20 oktober tot 3 november 1923.

## Resultaten
| Plaats |                  | 1   | 2   | 3   | 4   | 5   | AW | Wi | Re | Ve | Pnt | SB |
| ------ | ---------------- | --- | --- | --- | --- | --- | -- | -- | -- | -- | --- | -- |
| 1      | Johan Vos        |     | 1 2 | 1   | 1   | 2   | 8  | 3  | 5  | 0  | 11  | 75 |
| 2      | A. Visser        | 1 0 |     | 1   | 2   | 0 2 | 8  | 3  | 3  | 2  | 9   | 65 |
|        | Herman de Jongh  | 1   | 1   |     | 2 1 | 2 0 | 8  | 2  | 5  | 1  | 9   | 69 |
| 4      | I.J. de Jong     | 1   | 0   | 0 1 |     | 2   | 8  | 2  | 3  | 3  | 7   | 47 |
| 5      | C.J. Lochtenberg | 0   | 2 0 | 0 2 | 0   |     | 8  | 2  | 0  | 6  | 4   | 36 |

1902 · 
1904 · 
1908 · 
1911 · 
1913 · 
1916 · 
1919 · 
1920 · 
1921 · 
1922 · 
1923 · 
1924 · 
1925 · 
1926 · 
1927 · 
1929 · 
1930 · 
1931 · 
1932 · 
1933 · 
1934 · 
1935 · 
1936 · 
1937 · 
1938 · 
1939 ·
1940 · 
1941 · 
1942 · 
1943 · 
1944 · 
1946 · 
1948 · 
1949 ·
1950 · 
1951 · 
1952 · 
1953 · 
1954 · 
1955 · 
1956 · 
1957 · 
1958 · 
1959 · 
1960 · 
1961 · 
1962 · 
1963 · 
1964 · 
1965 · 
1966 · 
1967 · 
1968 · 
1969 · 
1970 · 
1971 · 
1972 · 
1973 · 
1974 · 
1975 · 
1976 · 
1977 · 
1978 · 
1979 · 
1980 · 
1981 · 
1982 · 
1983 · 
1984 · 
1985 · 
1986 · 
1987 · 
1988 · 
1989 · 
1990 · 
1991 · 
1992 · 
1993 · 
1994 · 
1995 · 
1996 · 
1997 · 
1998 · 
1999 · 
2000 · 
2001 · 
2002 · 
2003 · 
2004 · 
2005 · 
2006 · 
2007 · 
2008 · 
2009 · 
2010 · 
2011 · 
2012 · 
2013 · 
2014 · 
2015 · 
2016 · 
2017 · 
2018 · 
2019 · 
2020 · 
2021 · 
2022 · 
2023